# Col de Fenêtre
Il Col de Fenêtre (pron. fr. AFI: [kɔl də fənɛtʁ]; 1.673 m s.l.m.), conosciuto anche come Col Fenêtre o Col di Finestra, è un valico delle Alpi Pennine, situato in Valle d'Aosta tra i comuni di Arnad e di Perloz. Nell'area del valico e zona circostante si trova il Sito di interesse comunitario e zona speciale di conservazione denominato "Stazione di Paeonia officinalis" (IT1205110).

## Descrizione
Il valico si apre tra il monte Croix-Courma (1.968 m, a sud) e la costiera che, passando per il Mont-de-Fenêtre (2.054 m, a nord) prosegue verso il Monte Crabun. Il versante ad est del colle, tributario dalla valle del Lys, è drenato dal torrente Nantay, mentre le acque che scendono dal lato occidentale sono raccolte dal torrente Va, un affluente della Dora Baltea. Sul colle è collocato un grosso ometto in pietrame.

## Accesso
Il colle può essere raggiunto per sentiero da Fey (Perloz) oppure dal vallone di Arnad. Poco prima del colle, su lato verso la Valle del Lys, un sentiero permette di raggiungere la Croix-Courma.

## Ambiente

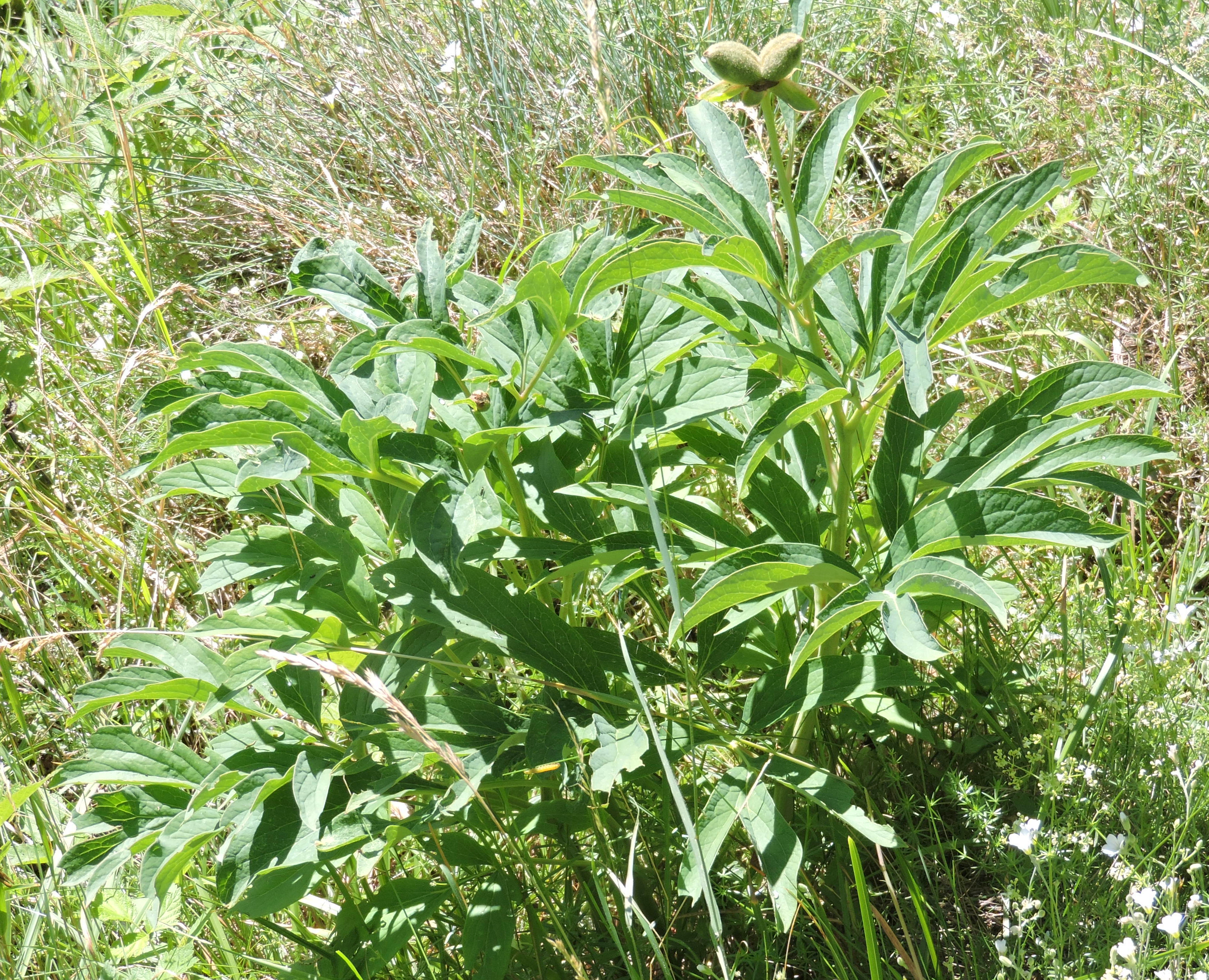
Esemplari di peonia dopo la fioritura

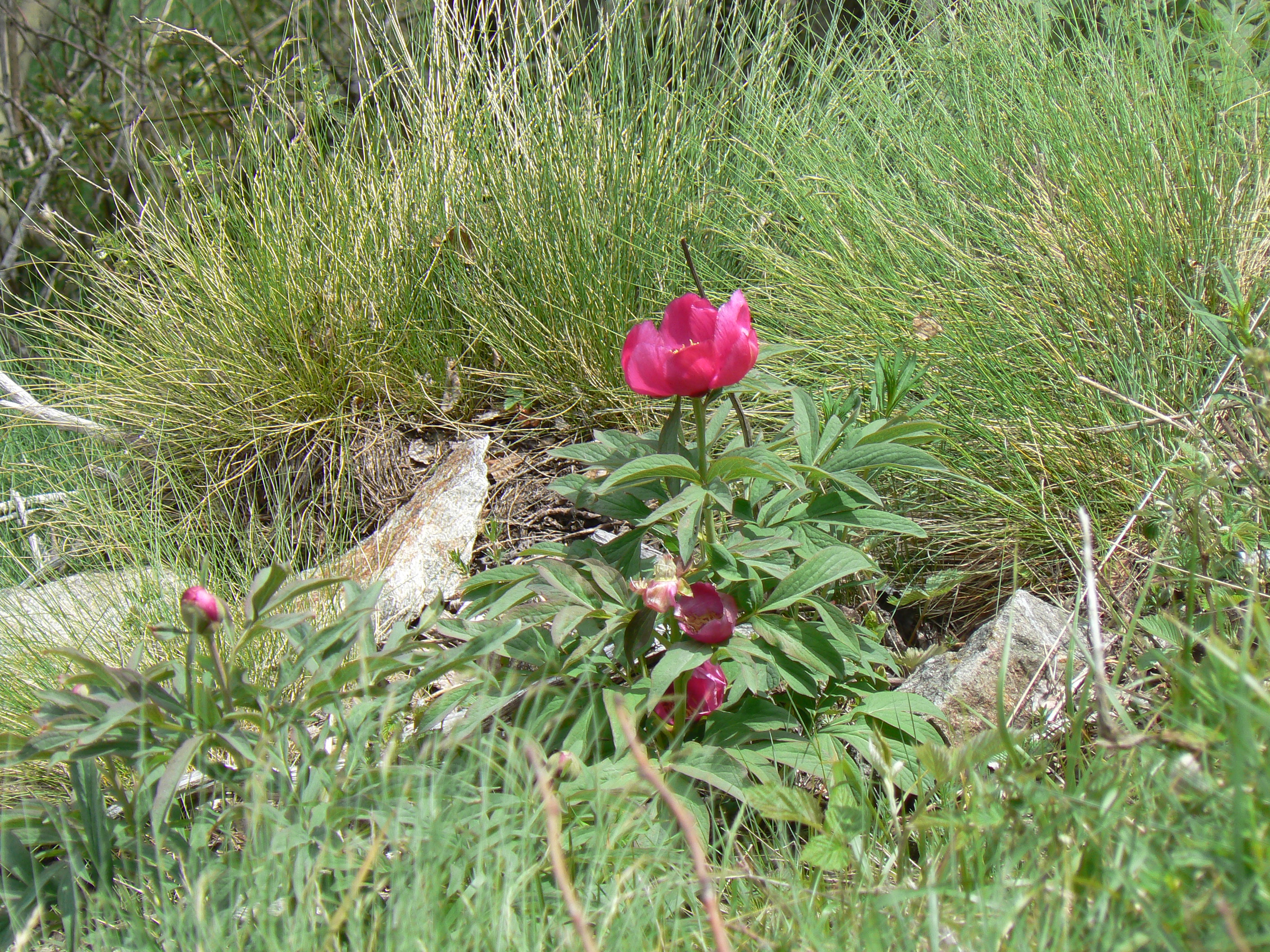
Esemplare di peonia fiorito

La zona del colle è caratterizzata da estesi boschi di larici e faggi che si alternano a zone prative e piccole pietraie. A livello naturalistico la caratteristica più rilevante è il popolamento di Paeonia officinalis, che ha portato alla tutela di un'area di 33 ha come Sito di interesse comunitario. La zona ha anche un certo interesse zoologico ed è frequentata da camosci, volpi, caprioli e numerosi uccelli come picchi e cincie.

## Note

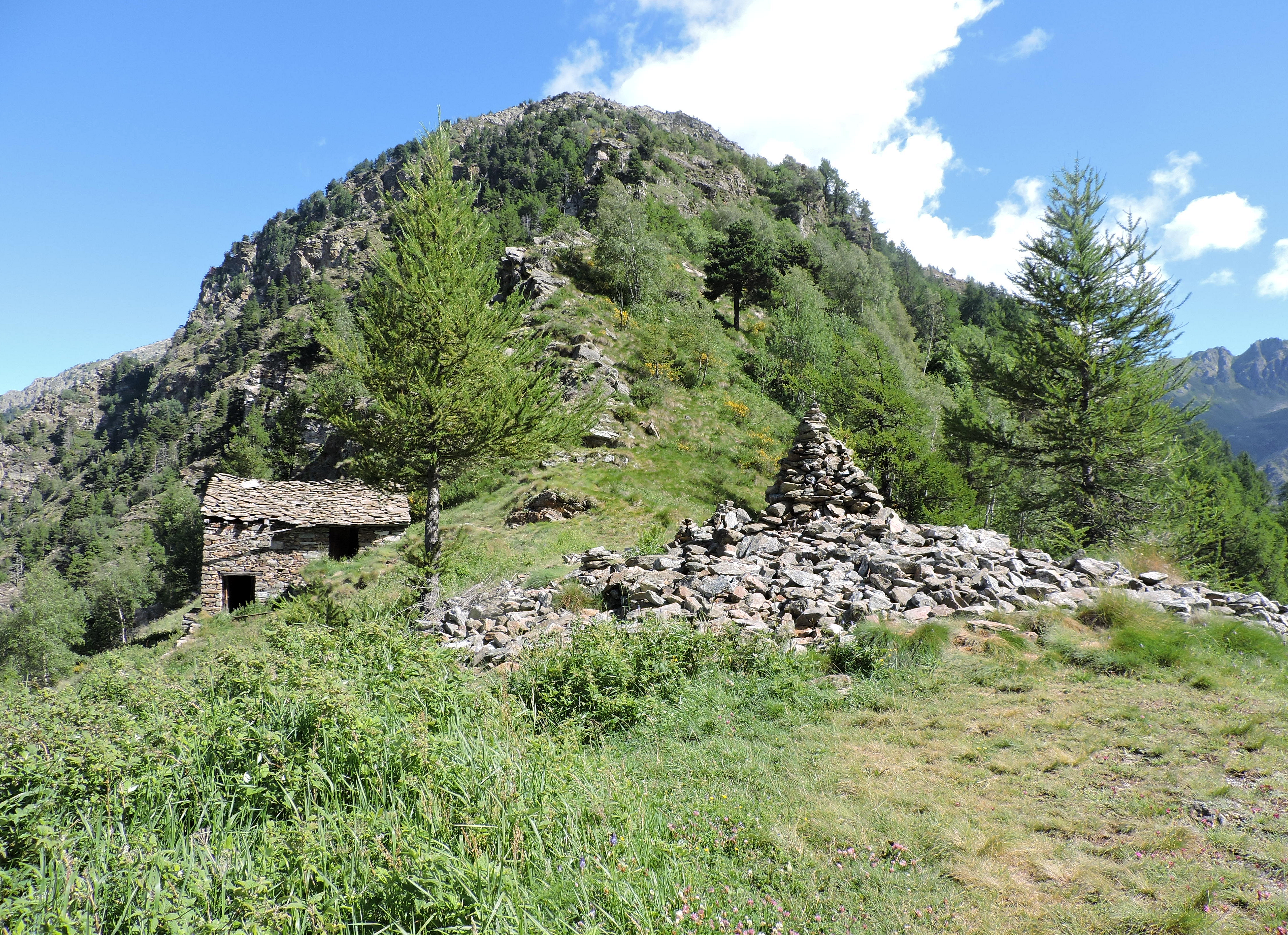
Il colle visto da sud